# Quidam de Revel
Quidam de Revel (né le 27 janvier 1982 à Balleroy, mort entre 2012 et 2014), est un étalon selle français bai de saut d'obstacles, fils de Jalisco B et de Dirka. Il est repéré par l'élevage de Fernand Leredde. Il se fait connaître en compétition au début des années 1990 avec Hervé Godignon, et par ses performances aux Jeux olympiques de Barcelone en 1992. Vendu au Danemark la même année, il concourt à plus petit niveau et fait carrière comme étalon reproducteur. Quidam est le père de nombreux champions internationaux, comme Nabab de Rêve, Dollar de la Pierre, Quantum ou encore Quaprice Bois Margot. Il meurt de vieillesse à une date inconnue, entre 2012 et 2014. Il est cloné deux fois. 

## Histoire
Quidam de Revel naît le 27 janvier 1982 chez le Prince Amaury de Broglie, dans son élevage de Balleroy. La célèbre année des « Q », 1982, est très faste pour l'élevage du Selle français, puisqu'elle voit la naissance de nombreux autres champions de la race, comme Quito de Baussy, Quat'Sous, Quinta C, Quick Star et Quel type d'Elle. 
Quidam de Revel est élevé et repéré par Fernand Leredde, qui tient le Haras des Rouges. Hervé Godignon monte ce jeune étalon en saut d'obstacles au début des années 1990. Le couple obtient la sixième place aux championnats d’Europe de La Baule et remporte le Grand Prix et la Coupe des nations de Rome. En 1992, il participe à la médaille de bronze par équipes aux Jeux olympiques de Barcelone et termine quatrième en individuel. La même année, Quidam est revendu au danois Flemming Velin, qui le confie à ses enfants Charlotte et Thomas. Il évolue alors à plus petit niveau, décrochant la cinquième place du championnat d’Europe jeunes cavaliers de Klagenfurt Messehalle en 1996, et participant aux championnats d’Europe seniors de Mannheim en 1997 avec Thomas Velin. Il est ensuite mis à la retraite sportive. Il meurt (vraisemblablement de vieillesse) à une date inconnue, entre 2012 et 2014. L'information de sa mort n'a été confirmée à Grand Prix magazine qu'en février 2014.

## Origines
Quidam possède d'excellentes origines puisqu'il est issu de Jalisco B et de Dirka, par Nankin et Ondine de Baugy, par le Pur-sang Harphortas.

## Reproduction et clonage
Véritable « chef de race européen », Quidam est plus connu pour sa carrière de reproducteur que pour ses performances. Classé dans le Top 10 des meilleurs étalons mondiaux en 2011, il engendre 1771 poulains, ce qui en fait l'un des chevaux ayant le plus sailli au monde. Ses principales qualités génétiques sont l'énergie, la propulsion et le coup de dos. Quidam est approuvé à la reproduction par un très grand nombre de stud-books, dont Selle français, Zangersheide, BWP, Hanovrien, Holstein et KWPN. Il engendre de très nombreux champions comme Guidam, VDL Groep Verdi, Nabab de Rêve, Dollar de la Pierre, Rahotep de Toscane, Quantum, Quite Easy I, Hurlevent de Brekka, New York et Quaprice Bois Margot, devenus à leur tour des reproducteurs, et permettant ainsi à sa génétique de continuer à se répandre. Il est aussi le père du Prestige St-Lois.
Quidam a un clone du nom de Paris-Texas, né le 13 mars 2005 aux États-Unis, qui a dû être euthanasié. Un second clone a été conçu pour le haras de Zangersheide, Quidam de Revel II Z, et approuvé à la reproduction au stud-book Anglo-européen : il fait la monte chez Joris de Brabander.